# Papuagrion nigripedum
Papuagrion nigripedum là một loài chuồn chuồn kim trong họ Coenagrionidae.
Papuagrion nigripedum được miêu tả khoa học năm 2006 bởi Theischinger & Richards.